# 24 horas (noticiero mexicano)
24 horas fue un informativo de televisión transmitido en México, conducido y producido por el periodista Jacobo Zabludovsky. Fue transmitido por El Canal de las Estrellas (canal 2) de Televisa, a partir del lunes 7 de septiembre de 1970, durante 27 años. Fue el programa de noticias con mayor tiempo al aire en la televisión mexicana, con casi tres décadas ininterrumpidas de transmisión; dejó de emitirse el lunes 19 de enero de 1998, aunque Zabludovsky continuó laborando en Televisa hasta el año 2000. Fue de gran influencia, dado que era el programa de noticias con mayor audiencia en México.
El noticiario fue el primero en producirse por un equipo de noticias del propio canal, sin notas de periódicos.

## Historia
En 1952, Jacobo Zabludovsky empezó diversas labores como redactor y suplente de programas de noticias y en 1969, la empresa mexicana de televisión Telesistema Mexicano (más tarde denominada Televisa) estableció su Dirección General de Noticieros. Se crearon espacios informativos en los canales de esa empresa, en un principio de corta duración y con escaso presupuesto para su producción. Posteriormente, se creó un programa de duración de una hora, llamado Café Matutino, conducido por el propio Zabludovsky, que sirvió de antecedente para 24 horas.
En sus primeros años, se transmitía de lunes a viernes en horario nocturno. A mediados de la década de 1970, se inició la emisión de una versión vespertina, titulada 24 horas de la tarde. En años posteriores, se transmitió también durante los sábados.
El 1 de septiembre de 1988, bajo la dirección de Zabludovsky, inició sus transmisiones Empresa de Comunicaciones Orbitales (ECO), el primer sistema de noticias en español 24 horas del día, cuyo centro de operaciones se encontraba en Miami, Florida y en la Ciudad de México. Posteriormente, Zabludovsky volvió a México, debido a problemas con los trabajadores y reporteros del sistema, quienes lo acusaban de parcialidad y de ceñirse a la censura del gobierno de México. Este proyecto estuvo al aire hasta el año 2001, en que Televisa lo canceló, debido a su poca rentabilidad.[cita requerida]

## Críticas
Se planteó que la línea editorial de este programa era de corte oficialista, ceñida a la política de comunicación social del gobierno mexicano, y coincidente con los planteamientos del dueño de Televisa, Emilio Azcárraga Milmo, quien en una entrevista de 1990 se refirió a su empresa incluso como «soldado» al servicio del entonces en el poder Partido Revolucionario Institucional (PRI) y del presidente mexicano, Carlos Salinas de Gortari.
El noticiario fue considerado por la oposición, así como por la prensa independiente, como un obstáculo más para el establecimiento de la democracia en México. Su marcada parcialidad en favor del gobierno, su nula pluralidad, su servilismo a la figura presidencial, así como los constantes ataques a los opositores del gobierno, le valieron varios boicots ciudadanos en la década de 1980.[cita requerida]

## Declive y final
A raíz de esas críticas, además de que en varios canales de televisión restringida se da una especie de libertad de expresión como algunos críticos opinaban la venta de TV Azteca en 1993 y la llegada de Emilio Azcárraga Jean como presidente de Televisa en el año 1997, tras la muerte de su padre Emilio Azcárraga Milmo, con la idea de refrescar y adecuar los espacios de noticias de la cadena a los tiempos. Al año siguiente, se toma la decisión de que el noticiario deje de transmitirse para dejar en su lugar a la recién creada división informativa, denominada Noticieros Televisa. La emisión final del noticiario 24 horas contó con una retrospectiva y recapitulación de carrera, así como con un breviario sobre los momentos cumbre de las noticias que marcaron «época», y posteriormente tuvo una pequeña fiesta de despedida.[cita requerida]
Posteriormente, Jacobo Zabludovsky comenzó una nueva etapa en los noticiarios de la radio, principalmente en algunas cadenas como Radio Red y otras más ajenas al grupo Televisa. No obstante, fue asesor de Noticieros Televisa en algunas ocasiones. Recibió premios y distinciones por su larga carrera en el medio periodístico.[cita requerida]

### El nacimiento de Noticieros Televisa
Después del final de la emisión casi ininterrumpida del noticiario 24 horas, los sucesores de este noticiario fueron preparados especialmente por esta nueva división informativa. El primero fue conducido por el reportero que anteriormente conducía el noticiario matutino Al Despertar, quien colaboraba esporádicamente con 24 horas, Guillermo Ortega Ruiz. Sin embargo, tiempo después y ya iniciando el nuevo siglo, se hizo una segunda reestructuración, y asignaron en este espacio de noticias nocturno a Joaquín López-Dóriga, quien ocupó ese lugar desde abril del 2000 hasta agosto del 2016, y fue reemplazado en dicho espacio por la periodista Denise Maerker.
El paso de Guillermo Ortega Ruiz pudo ser calificado como una transición gradual hacia la nueva etapa informativa de Noticieros Televisa, así como el cambio de imagen también gradual de la imagen de la empresa.[cita requerida]

## Periodistas y colaboradores
En este programa, se inició la carrera de muchos periodistas y lectores de noticias que se han destacado notablemente en la televisión mexicana; he aquí los nombres de algunos de ellos:
- Jacobo Zabludovsky
- Joaquín López-Dóriga
- Ricardo Rocha
- Juan Ruiz Healy
- Lolita Ayala
- Heriberto Murrieta
- Fernando Schwartz
- Guillermo Ortega Ruiz
- Abraham Zabludovsky Nerubay
- Juan Manuel Damián
- Roberto Blanco Moheno

### Reporteros
- Graciela Leal
- Luis Aguilar Chávez
- Salvador Estrada
- Guillermo Pérez Verduzco
- Fernando Alcalá
- Juan Manuel Rentería
- Patricia Donneaud
- Norma Meraz
- Félix Cortés Camarillo
- Gregorio Meraz
- Guillermo Herrera
- Rita Ganem
- Laura Padilla
- Agustín Granados
- Ana Cristina Peláez
- Juan José Prado
- Juan Francisco Castañeda
- Francisco Ramírez
- Fernando del Monte Ceceña
- Magdalena García de León
- Philippe Bac
- Amador Narcia
- Rocío Villagarcía
- Laura Martínez Alarcón
- Rafael Vieyra Matuk
- Virginia Sendel-Lemaitre
- Martha Venegas
- Helen Sztrigler
- Cynthia Lara
- Ma. Cristina Espinoza
- Julieta Berganza
- Silvia Lemus
- Maxine Woodside
- Talina Fernández
- Martha Renero
- Francisco Patiño
- Elda Sánchez Gaytán
- Alejandro Llano
- José María Rebolledo
- Salvador Carrillo Martínez
- Rocío González Trápaga
- Raúl René Trujillo
- Ricardo Peña Navarrete
- Héctor Jaime Mendoza
- Primitivo López
- Juan Sebastián Solís
- Susana Solís

## Corresponsales
- Valentina Alazraki (Italia y El Vaticano)
- Philippe Bac (Canadá y Francia)
- Félix Cortés Schöler (Alemania)
- Ignacio Espinoza (Miami, Estados Unidos)
- Jesús Hermida (Washington)
- Federico Knoblauch (Alemania)
- Mario Lechuga (Texas, Estados Unidos)
- María Almendra McBride
- Marcelo Luis Ojeda (Argentina)
- Alberto Peláez (España)
- Joaquín Peláez
- María Elena Rico (Unión Soviética/Federación Rusa)
- Horacio Rocha Staines (Gran Bretaña)
- Eva Usi (Alemania)
- Erica Vexler (Israel)
- Ariel Roffe (Israel)
- Kassia Wyderko (Yugoslavia)
- Marissa Céspedes (Nueva York)
- José Luis Belmar (Suecia)

Después del final de emisiones de 24 horas, la mayoría de los corresponsales pasaron a formar parte de la nueva imagen informativa de Televisa a nivel mundial, siendo parte de Noticieros Televisa, tal es el caso de Alazraki, Belmar, Céspedes, Peláez, y Wyderko. Posteriormente, algunos corresponsales han sido relevados.

## Parodias
El noticiero fue parodiado en varios programas cómicos: «24 y 1/2 orejas» por Eduardo Manzano en el Show de Los Polivoces, «24 orates» por Alejandro Suárez en La carabina de Ambrosio y «24 horitas» por Pituka en Chiquilladas.